# Cotula
Genre
Classification APG III (2009)
Cotula est un genre de plantes dicotylédones de la famille des astéracées (composées).

## Liste d'espèces
Selon BioLib (28 décembre 2021) :
- Cotula alpina (Hook. f.) Hook. f.
- Cotula anthemoides L.
- Cotula australis (Sieber ex Spreng.) Hook. f.
- Cotula bipinnata Thunb.
- Cotula coronopifolia L.
- Cotula cotuloides (Steetz) Druce
- Cotula drummondii Benth.
- Cotula duckittiae (L.Bolus) K.Bremer & Humphries
- Cotula filicula (Hook. f.) Benth.
- Cotula filifolia Thunb.
- Cotula hispida Harv.
- Cotula lineariloba Hilliard
- Cotula longipes (Hook. f.) W.M. Curtis
- Cotula mexicana (DC.) Cabrera
- Cotula moseleyi Hemsl.
- Cotula myriophylloides Hook.
- Cotula paludosa Hilliard
- Cotula reptans (Benth.) Benth.
- Cotula socialis Hilliard
- Cotula squalida (Hook. f.) Hook. f.
- Cotula turbinata L.
- Cotula vulgaris Levyns

Selon ITIS (21 sept. 2016) :
- Cotula australis (Sieber ex Spreng.) Hook. f.
- Cotula coronopifolia L.
- Cotula mexicana (DC.) Cabrera

Selon World Register of Marine Species (21 sept. 2016) :
- Cotula coronopifolia L.